# Nadežda Nikolaevna Koševerova
Nadežda Nikolaevna Koševerova (in russo Надежда Николаевна Кошеве́рова?; San Pietroburgo, 23 settembre 1902 – Mosca, 22 febbraio 1990) è stata una regista cinematografica sovietica.

## Filmografia (parziale)

### Regista
- Arinka (1939)
- Galja (1940)
- Čerevički (1944)
- Zoluška (1947)[1]
- Teni (1953)
- Medovyj mesjac (1956)
- Šofёr ponevole (1958)
- Ostorožno, babuška! (1960)
- Kain XVIII (1963)
- Principessa per una notte (1968)
- Ten' (1971)
- Carevič Proša (1974)
- La storia felice del candido Ivan (1977)
- Solovej (1979)
- Oslinaja škura (1982)
- I vot prišёl Bumbo... (1984)
- Skazka pro vljublёnnogo maljara (1987)